# Josef Oermann
Josef Oermann, auch Joseph (* 25. Oktober 1901 in Heiligenhaus-Isenbügel; † 29. April 1987) war ein deutscher Jurist und Verwaltungsbeamter.

## Leben
Nach dem Abitur studierte Oermann von 1923 bis 1926 Rechtswissenschaft. 1923 wurde er Mitglied der katholischen Studentenverbindung AV Alsatia Münster. Er absolvierte von 1926 bis 1930 sein Referendariat beim Amts- und Landgericht Essen sowie beim Oberlandesgericht Hamm. Von 1930 bis 1932 war er als Rechtsanwalt in Essen tätig. Im Anschluss trat er als Gerichtsassessor in den preußischen Verwaltungsdienst ein und arbeitete zunächst beim Finanzamt Essen-Nord. Er bestand das Zweite Juristische Staatsexamen, promovierte zum Dr. iur. und war dann beim Landesfinanzamt Düsseldorf tätig. Von 1933 bis 1935 arbeitete er beim Finanzamt Solingen-Ohligs, wo er 1934 zum Regierungsrat befördert wurde. Oermann besuchte von 1936 bis 1938 die Reichsfinanzschule in Ilmenau und wechselte danach ins Reichsfinanzministerium, wo er seit 1941 als Oberregierungsrat und seit 1944 als Ministerialrat wirkte.
Nach dem Zweiten Weltkrieg war Oermann von 1947 bis 1948 als Ministerialrat bei der Oberfinanzdirektion Hamburg und von 1948 bis 1949 bei der Gemeinsamen Steuer- und Zollabteilung in Hamburg tätig. Anschließend wechselte er als Ministerialrat ins Finanzministerium des Landes Nordrhein-Westfalen, wo er 1951 zum Ministerialdirigenten ernannt wurde. Von 1954 bis 1958 war er Oberfinanzpräsident der Oberfinanzdirektion Köln. Oermann amtierte von Oktober 1958 bis zu seinem Eintritt in den Ruhestand im Januar 1965 als Staatssekretär und Chef der Staatskanzlei in der von Ministerpräsident Franz Meyers geführten Regierung des Landes Nordrhein-Westfalen.